# Neolithocolletis kangarensis
Neolithocolletis kangarensis är en fjärilsart som beskrevs av Tosio Kumata 1993. Neolithocolletis kangarensis ingår i släktet Neolithocolletis och familjen styltmalar. Inga underarter finns listade i Catalogue of Life.